# Островець (Соколовський повіт)
Островець (пол. Ostrowiec) — село в Польщі, у гміні Репки Соколовського повіту Мазовецького воєводства.
Населення — 117 осіб (2011).
У 1975—1998 роках село належало до Седлецького воєводства.

## Демографія
Демографічна структура станом на 31 березня 2011 року:
|          | Загалом | Допрацездатний вік | Працездатний вік | Постпрацездатний вік |
| -------- | ------- | ------------------ | ---------------- | -------------------- |
| Чоловіки | 49      | 7                  | 33               | 9                    |
| Жінки    | 68      | 18                 | 31               | 19                   |
| Разом    | 117     | 25                 | 64               | 28                   |